# Ahmed Ould Sid Ahmed
Ahmed Ould Sid Ahmed. (Tidjikja, 11 de agosto de 1949). Político y diplomático mauritano, Ministro de Asuntos Exteriores desde agosto de 2005 hasta abril de 2007.
Ha realizado su labor siempre en las áreas diplomáticas o de relaciones exteriores del gobierno mauritano, siendo Consejero ante las Naciones Unidas desde 1975 a 1982 y, posteriormente, Director de Organismos Internacionales en el Ministerio hasta 1988. Ha sido Secretario de Estado para el Magreb (1990-1992). Fue nombrado por vez primera Ministro de Asuntos Exteriores en 1998, cargo que ocupó hasta 2001.
Ha sido embajador en numerosos países: Egipto (1988-1990), Senegal (1992-1993), Benelux (1993-1996), Estados Unidos (1997-1998) y Siria (2003-2005). Además ha sido representante de su país ante la ONU y la Unión Europea en calidad de embajador.